# Barberà de la Conca
Barberà de la Conca (katalonisch; spanisch Barbará) ist eine Gemeinde (Municipio) mit 471 Einwohnern (Stand: 2024) im Südosten Kataloniens in Spanien. Die Gemeinde gehört zur Comarca Conca de Barberà. Neben dem Hauptort Barberà de la Conca gehört der Weiler Ollers zur Gemeinde. 

## Lage
Barberà de la Conca liegt 35 Kilometer nördlich von Tarragona in einer durchschnittlichen Höhe von ca. 475 m. Durch die Gemeinde führt die Autopista AP-2. Die Rebflächen der Gemeinde werden unter der Herkunftsbezeichnung Conca de Barberà vermarktet.

## Bevölkerungsentwicklung
| Jahr      | 1970 | 1981 | 1991 | 2001 | 2011 | 2021 |
| --------- | ---- | ---- | ---- | ---- | ---- | ---- |
| Einwohner | 562  | 434  | 424  | 414  | 540  | 472  |

## Sehenswürdigkeiten
- Reste der Templerburg
- Kirchruine von Ollers
- Marienkirche in Barberà de la Conca
- Marienkirche von Ollers

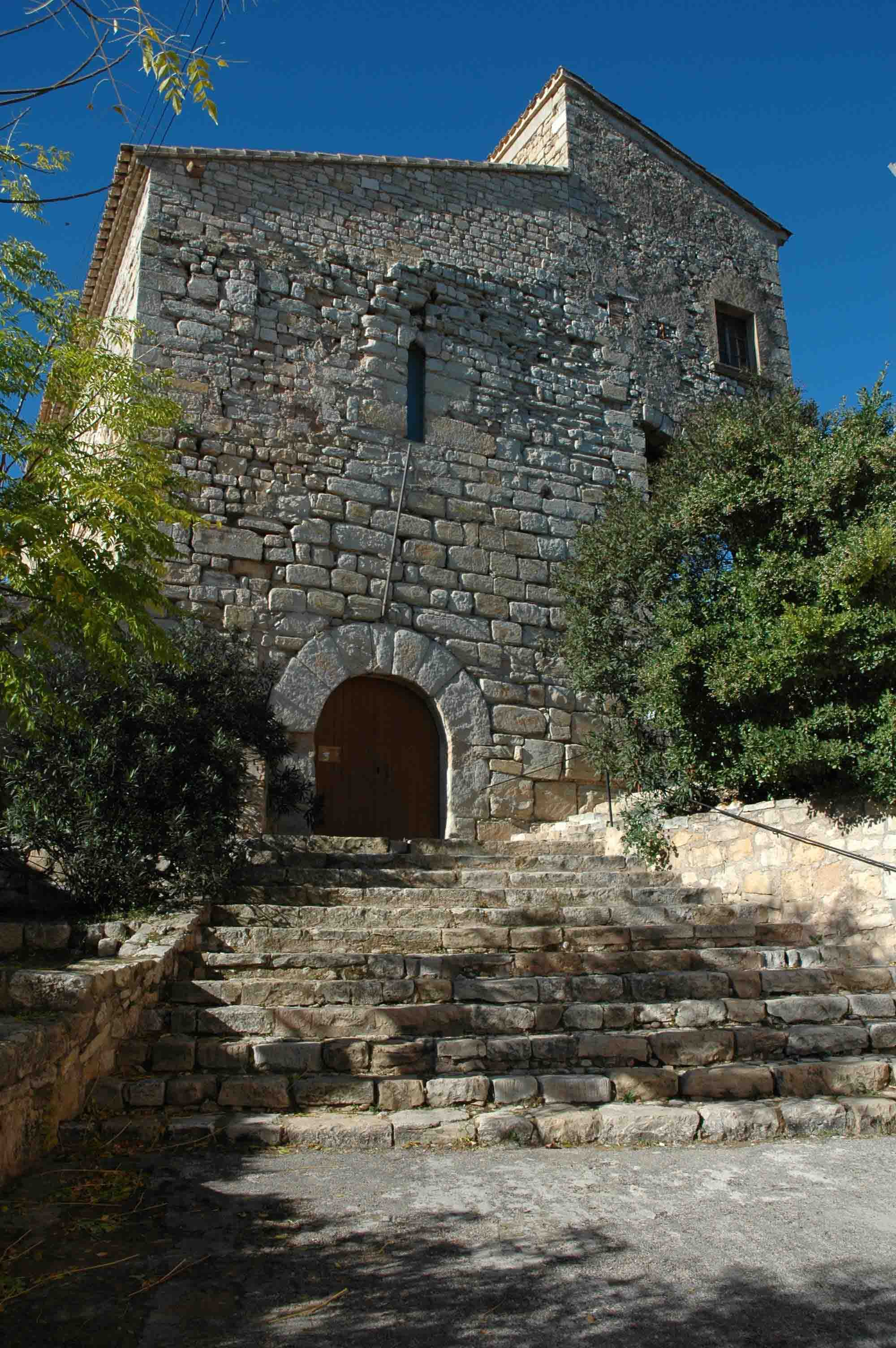
Reste der Burganlage der Tempelritter
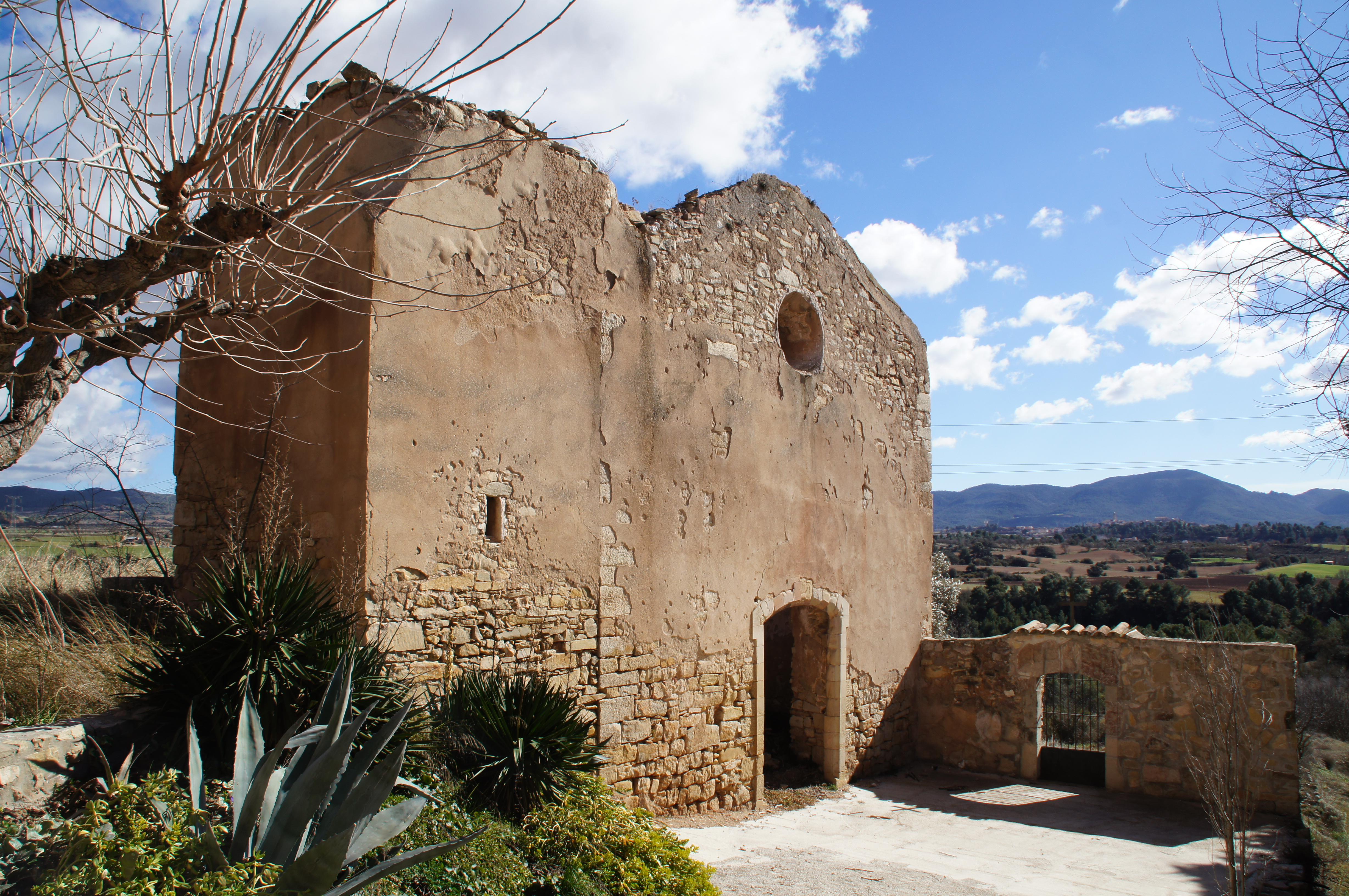
Kirchruine von Ollers
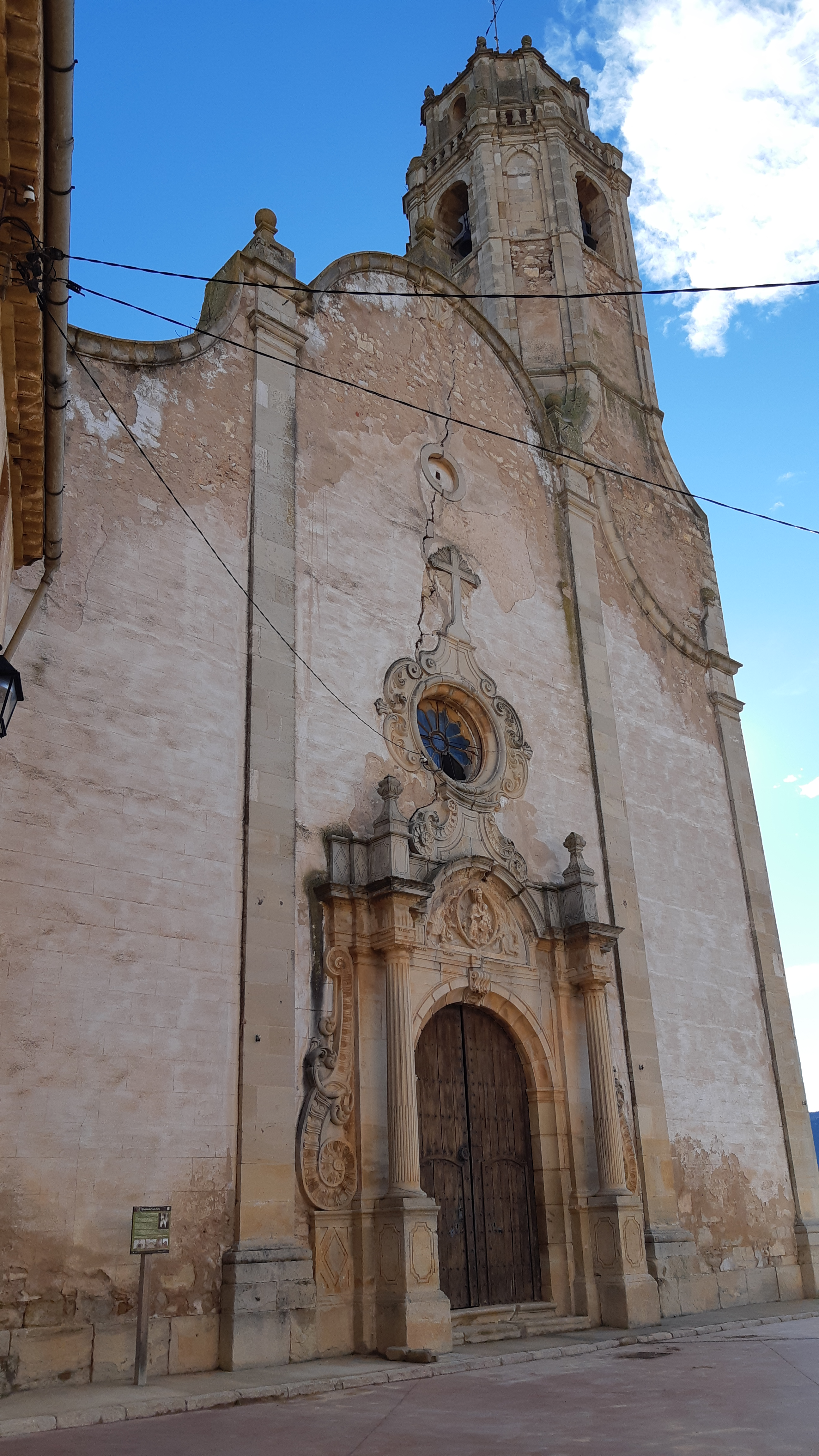
Marienkirche von Barberà
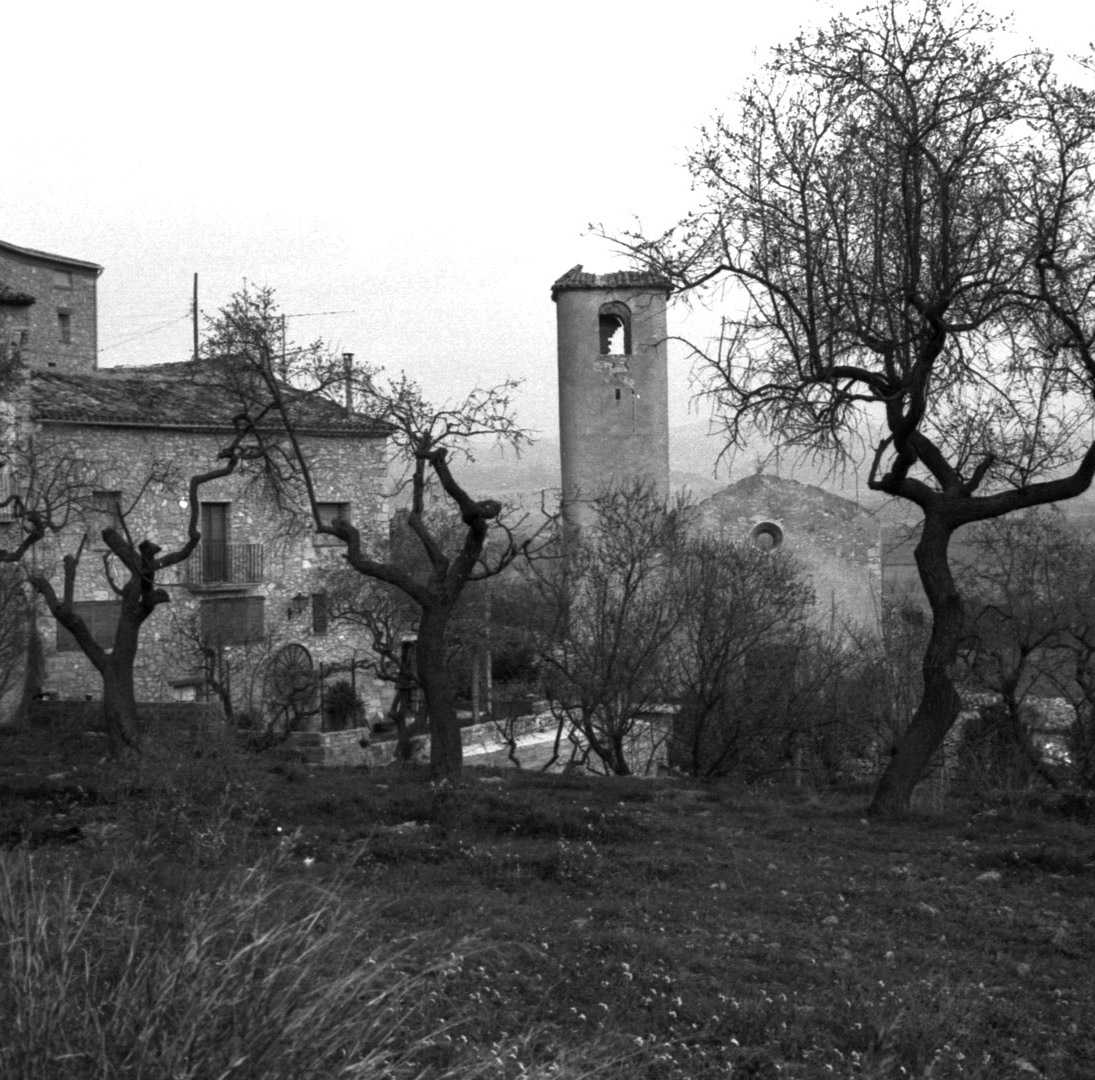
Marienkirche von Ollers